# Шварцман Мойсей Фроїмович
Мойсей Фроїмович Шварцман (3 листопада 1911, Курники — 25 червня 1944) — радянський офіцер (майор); учасник німецько-радянської війни. Герой Радянського Союзу.

## Біографія
Народився 3 листопада 1911 року в селі Курниках (нині Вінницький район Вінницької області, Україна) в сім'ї коваля. Єврей. Закінчив робітничий факультет. 1936 року закінчив Вінницький учительський інститут і розпочав свою педагогічну діяльність у середній школі № 2 міста Хмільника, працюючи учителем історії. Надалі завідував районним відділом народної освіти у Хмільнику, потім обіймав посаду завідувача парткабінетом Тиврівського районного комітету КП(б)У, молодший політрук запасу. Член ВКП(б) з 1939 року.
У 25 червня 1941 року добровольцем пішов до Червоній армії. Воював на Південно-Західному, Західному, 1-му Білоруському фронтах. У боях під Крижополем був важко поранений. Після тривалого лікування повернувся на фронт. Захищав Москву. Був призначений комісаром окремого батальйону. За 30 днів цей батальйон з боями пройшов понад 350 км від озера Селігеру до Великих Лук.
| Надмогильна плита.    |
| Погруддя у Василівці. |

23 червня 1944 року заступник командира батальйону з політичної частини 1124-го стрілецького полку (334-а стрілецька дивізія, 43-а армія, 1-й Прибалтійський фронт) Мойсей Шварцман, при прориві потужно укріпленої лінії оборони противника біля села Козоногового (Шумілінський район), в числі перших з ротою увірвався у ворожі траншеї. 25 червня 1944 організував форсування річки Західної Двіни біля села Гриньового (Шумілінський район) та захоплення плацдарму. У цьому бою загинув.
Спочатку був похований у братській могилі села П'ятницького Бешенковицького району Вітебської області Білоруської РСР. Перепохований у братській могилі в смт Бешенковичах.

## Нагороди
Указом Президії Верховної Ради СРСР від 22 липня 1944 року «за зразкове виконання бойових завдань командування на фронті боротьби з німецько-фашистським загарбниками і проявлені при цьому мужність і героїзм» майору Шварцману Мойсеєві Фроімовічу посмертно присвоєно звання Героя Радянського Союзу.
Нагороджений орденом Леніна, Вітчизняної війни ІІ ступеня (13 листопада 1943), медалями «За оборону Москви», «За відвагу» (21 січня 1943).

## Пам'ять
У селі Василівці Вінницької області ім'ям Шварцмана названа вулиця, встановлене погруддя.